# Царське Село (станція)
Царське Село — залізнична станція Жовтневої залізниці в місті Пушкін, Росія.

## Історія
Станцію Царське Село відкрито в складі першої в Росії Царськосільської залізниці, до 22 травня 1838 року була тупиковою станцією.
Перший вокзал побудовано на межі міста в 1837 році за проєктом архітектора Гаспаре  Фоссаті в стилі англійської готики. Вона мала вигляд двоповерхової цегляної будівлі з чотирикутною вежею-шпіцом і двома бічними одноповерховими дерев'яними крилами. До одноповерхових корпусів прибудували навіси, які спиралися на чавунні стовпи і ковані фігурні кронштейни.
У 1902 — 1904 роках на місці старого вокзалу побудували новий за проєктом групи архітекторів під орудою С. А. Бржозовського. Симетричний в плані вокзал споруджено в формах західноєвропейської середньовічної архітектури, характерних для періоду пізньої еклектики. Ліворуч від вокзалу розташовувався Великокняжий павільйон. Обидві будівлі зруйновано за часів Другої Світової.
Після революції станцію перейменовано разом з містом в Дитяче Село і зберегла цю назву після того, як місто в 1937 році отримало назву Пушкін.

## Сучасна будівля
Сучасний залізничний вокзал побудовано в 1946 — 1950 роках за проєктом ленінградського архітектора Є. А. Левінсона та інженера А. О. Грушке. Проєкт відзначено Сталінською премією третього ступеня. Комплекс вокзалу містить головний двоповерховий корпус і поставлені з ним в одну лінію три павільйони. Всі споруди пов'язані широкими арками — проходами на перон і двориком з фонтаном та пропілеями. У павільйонах знаходяться спуски в тунелі — переходи під залізничними коліями. Загальна композиція плану — строгі класичні форми типові для Царського Села. Автори прагнули надати будівлі вокзалу риси, близькі до споруд палацово-паркових ансамблів, створеним в другій половині XVIII століття. В оформленні фасадів та інтер'єрів підкреслено зв'язок міста з О. С. Пушкіним. Фасад головного корпусу декорований медальйонами і барельєфними портретами вчителів і друзів поета Г. Р. Державіна, М. М. Карамзіна, В. А. Жуковського, А. А. Дельвіга, П. Я. Чаадаєва, В. К. Кюхельбекера. У залі очікування, розділеному двома рядами колон на три нави, в кінці середньої з них, в ніші, встановлена бронзова статуя О. С. Пушкіна роботи скульптора М. Г. Манізера. Плафон залу декорований скульптурними панно, що зображують споруди царськосільських парків. Касовий зал перекритий лучковим склепінням з розписом у вигляді дерев з широко розкинутими гілками. У бубнах на торцевих стінах поміщені барельєфи з профільним портретом О. С. Пушкіна. Скульптурні десюдепорти і люстри з кованого заліза, білого матового і синього скла доповнюють оздоблення залу.
У 1953 році станцію електрифікували постійним струмом, напругою 1500 В. в складі дистанції Ленінград-Вітебський — Павловська. У 1962 році контактну мережу переведено на напругу 3,3 кВ постійного струму.
30 жовтня 2007 року на станції розпочала роботу автоматизована система контролю оплати проїзду.

## Галерея

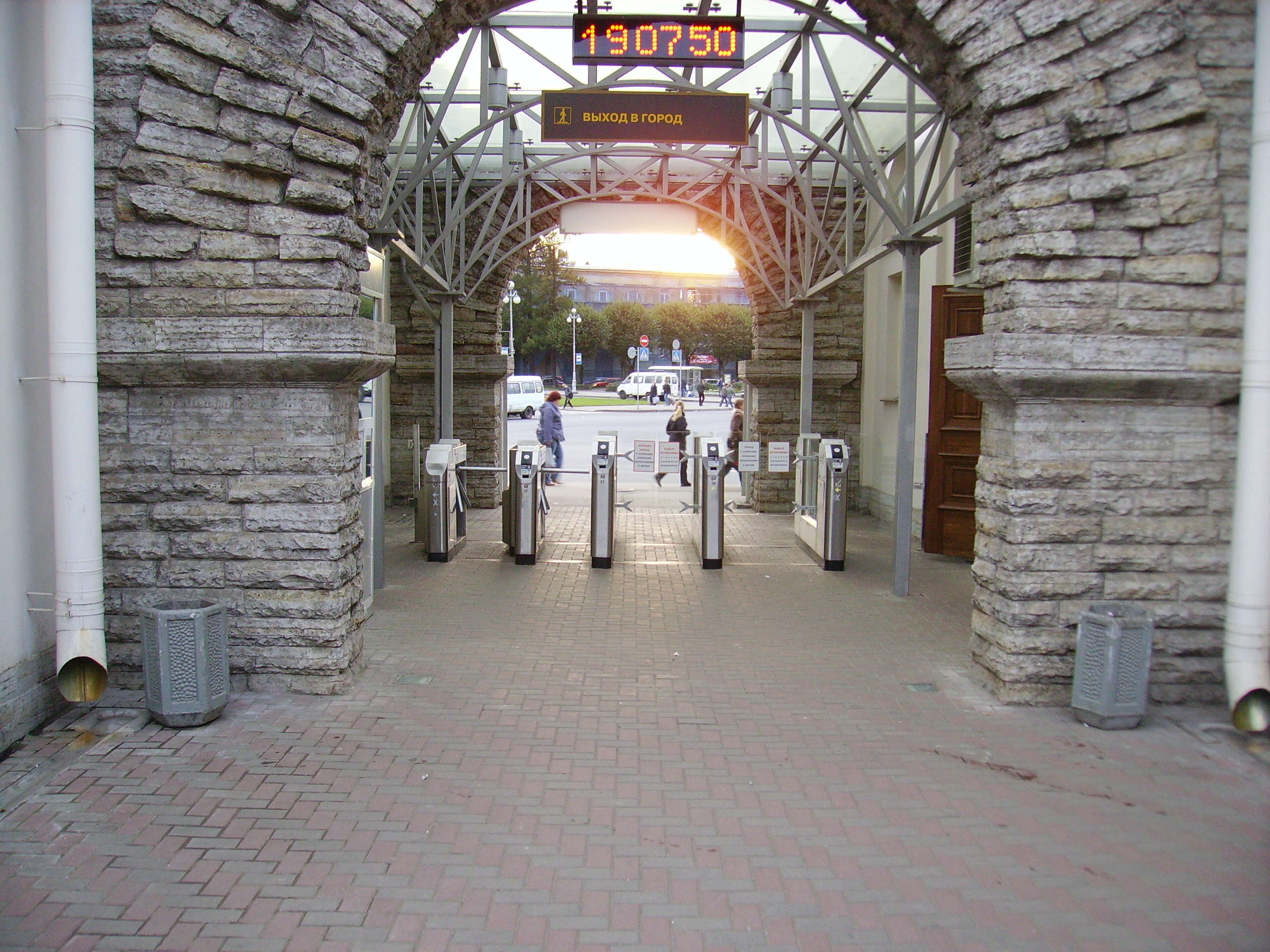
Вихід до міста (турнікети)
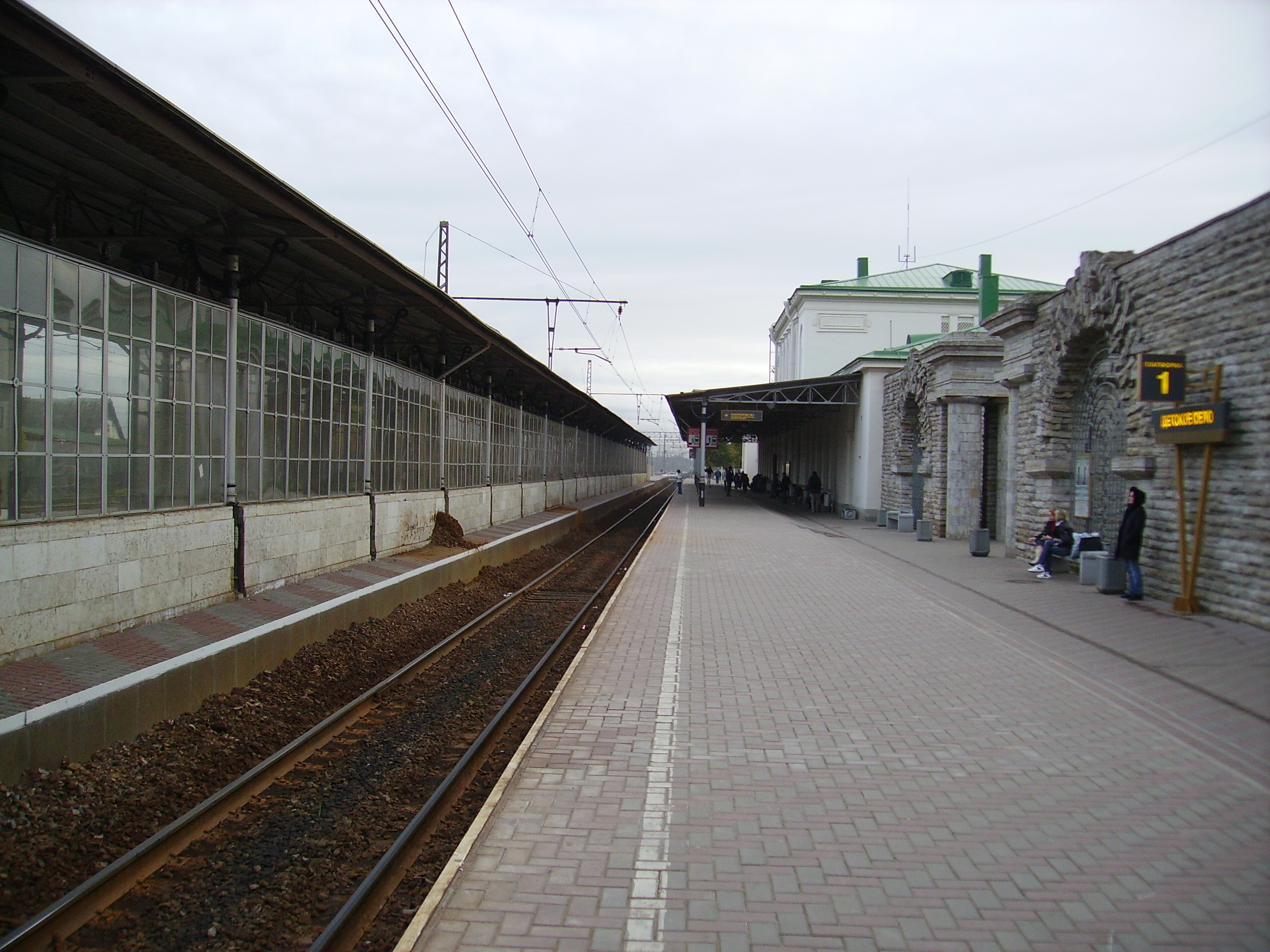
Вид з першої платформи
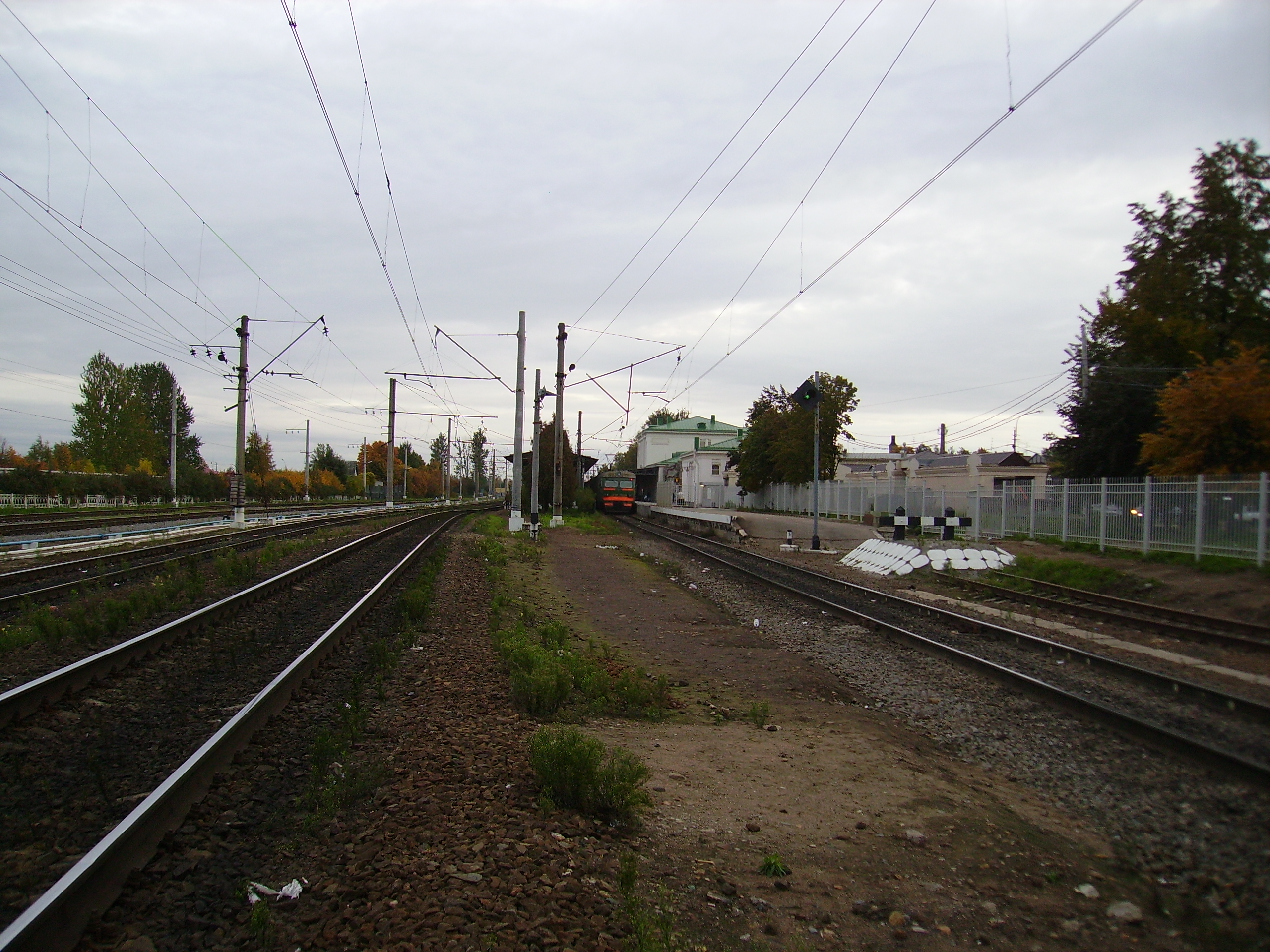
Вид на станцію з півночі
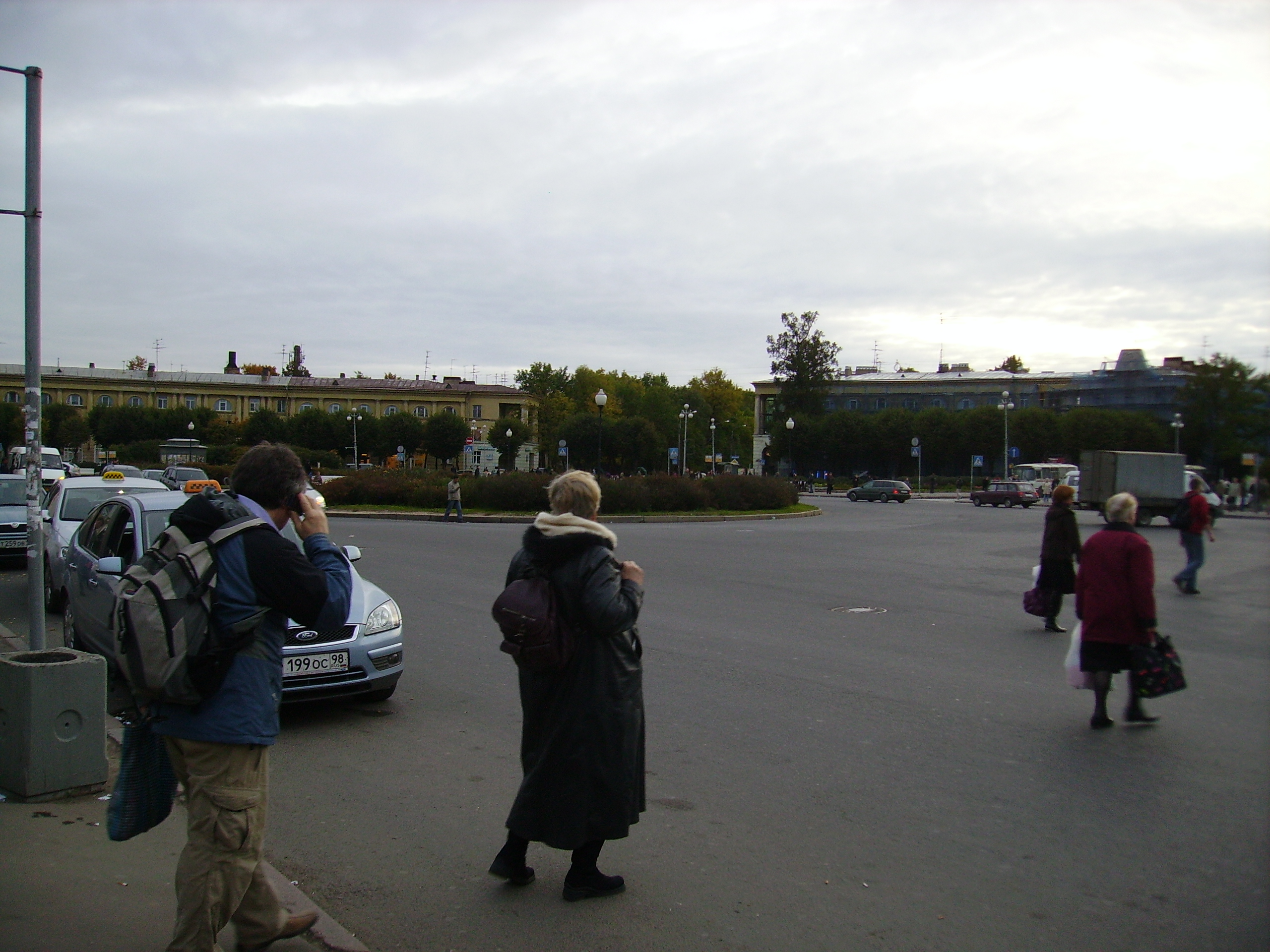
Привокзальна площа
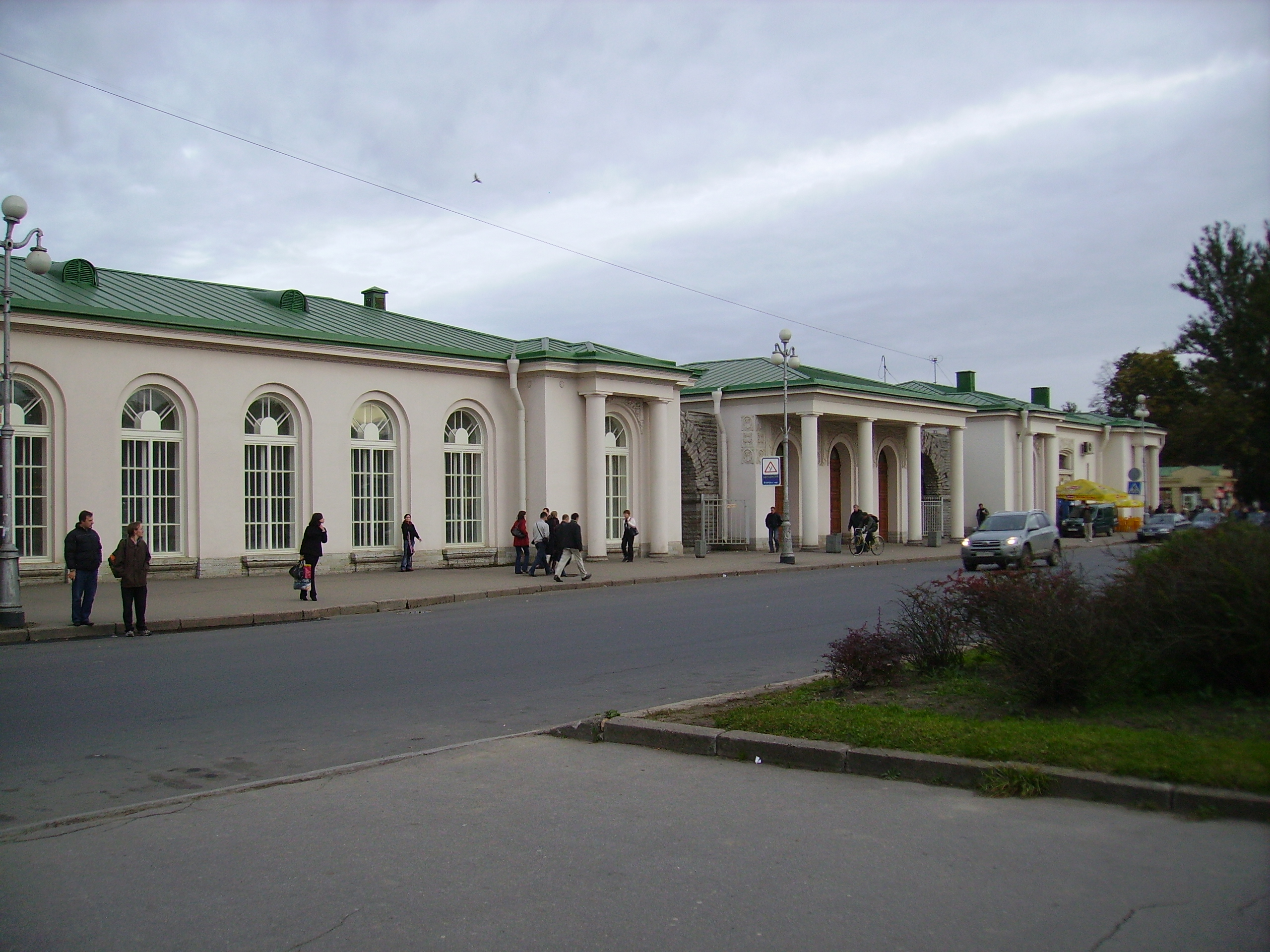
Південна частина будівлі вокзалу
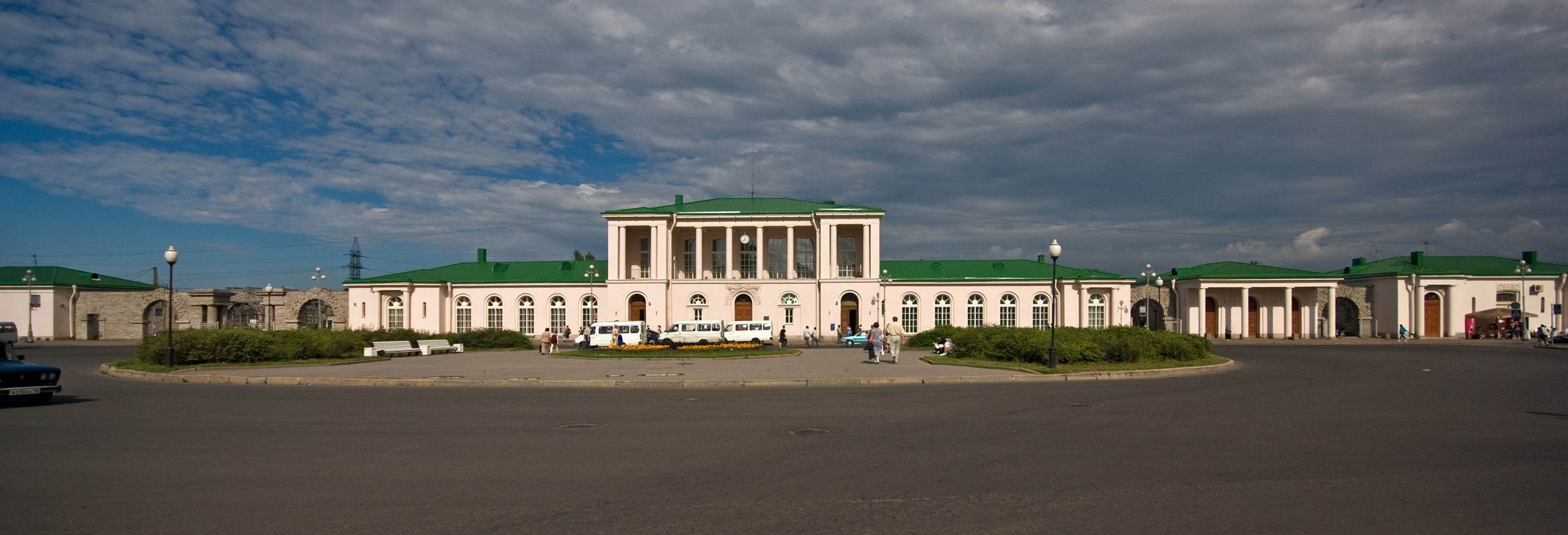
Панорама